# Катастрофа DC-10 в Чикаго
Катастрофа DC-10 в Чикаго — велика авіаційна катастрофа, що сталася у п'ятницю 25 травня 1979 року і стала одною з найбільших в історії. Пасажирський авіалайнер McDonnell Douglas DC-10-10 американської авіакомпанії American Airlines виконував регулярний внутрішній рейс AA191 за маршрутом Чикаго—Лос-Анджелес, але при розгоні по злітно-посадковій смузі втратив двигун № 1 (лівий) і через хвилину після зльоту впав на землю за 1,5 кілометра від аеропорту імені Едварда О'Гари. У катастрофі загинули 273 особи — всі 271 особа (258 пасажирів і 13 членів екіпажу), що перебували на борту літака, і ще 2 людини на землі.
До терактів 11 вересня 2001 року це була найбільш смертоносна авіаційна пригода на території США; вона залишається найгіршою авіакатастрофою як в країні, так і у Новому світі. За кількістю загиблих вона посідає друге місце серед катастроф за участю DC-10 (після катастрофи під Парижем, 346 загиблих). На момент подій (1979 рік) була третьою з найбільших авіакатастроф, на 2023 — тринадцятою.
Причиною катастрофи стало відділення під час зльоту двигуна № 1 (лівого), який розірвав одну з гідросистем та вирвав частину крила.

## Хронологія подій
25 травня 1979 року небо над Чикаго було ясним і віяв північно-східний (азимут 20°) вітер зі швидкістю 40,7 км/год, видимість становила 24 кілометри.
О 14:50 CDT McDonnell Douglas DC-10-10 борт N110AA був відбуксований від гейту №K5, а потім почав рух кермом до злітної смуги № 32R. Вага авіалайнера становила 171 900 кілограмів, що відповідало швидкості ухвалення рішення (V1) 257 км/год, швидкості підйому носової стійки шасі (VR) 269 км/год та мінімальної безпечної швидкості набору висоти (V2) 283 км/год. Під час запуску двигуна та руху літака аеропортом його працівники не помітили нічого незвичайного.
О 14:59 лайнер зайняв позицію на виконавчому старті на початку ЗПС. О 15:02:46 авіадиспетчер Едвард Ракер зв'язався з рейсом 191 і дав команду на зліт, на що о 15:02:46 командир доповів: Амерікан один дев'яносто один на злітний (англ. American one ninety-one under way). Рукоятки управління двигуном були встановлені на 99,4 %, і літак розпочав розгін. Але коли він пробіг смугою 1,8 км, з диспетчерської вежі побачили, як двигун № 1 (лівий) разом з пілоном відокремився від заднього кріплення, перелетів через передню кромку лівого крила і, відірвавши при цьому шматок крила довжиною близько метра, звалився позаду літака на ЗПС, після чого за самим крилом з'явився білий повітряний слід від авіапалива. Крім паливопроводів, двигун, що відірвався, також порвав лінії електро- і гідросистем. Падіння тиску в гідросистемі призвело до того, що ліві передкрилки почали повільно забиратися. Тим часом рейс 191 вже відірвався від ЗПС і зі швидкістю до 319 км/год почав набір висоти із середньою вертикальною швидкістю 5,6—5,8 м/с.
Розуміючи критичність ситуації, диспетчер тут же зв'язався з екіпажем: «Амерікан один дев'яносто один важкий, ви хочете повернутися на ЗПС?» (англ. American one ninety-one heavy, you wanna come back and to what runway?). Проте відповіді не прозвучало, оскільки екіпаж був зайнятий проблемою збереження польоту. Пілоти побачили за приладами, що зникла тяга лівого двигуна, але не знали, що той відірвався, при цьому завдавши крилу серйозних пошкоджень. Через асиметрію тяги двигунів другий пілот почав вирівнювати літак за допомогою керма напряму. Рейс 191 на швидкості 303,7 км/год піднявся на висоту 90 метрів, коли екіпаж, відповідно до інструкції з польоту на двох двигунах, почав знижувати швидкість до 283 км/год, для чого підняв носа вгору під кутом 14°. Але через 20 секунд після відриву від злітної смуги, на висоті близько 100 метрів, коли швидкість впала до 294 км/год, на лівому крилі через прибрану механізацію крила стався зрив потоку, що привело до звалювання і появі крена, що швидко збільшувався вліво. Механізація на правій консолі працювала справно і через різницю в підйомах силах крил почав зростати крен, що зменшує підйомну силу, що погіршило ситуацію. Авіалайнер на швидкості 287 км/год досяг висоти 122 метри, коли крен досяг прямого кута, тобто крило зайняло вертикальне положення, тим самим підіймальна сила впала до нуля і лайнер почав швидко падати. О 15:04:05, менш ніж за хвилину після відриву від ЗПС, рейс AA 191 під кутом 20° і з бічним креном 122° лівим крилом врізався в землю в Дес-Плейнс (передмістя Чикаго) поблизу трейлерного парку за 1,4 кілометра від злітної смуги і повністю зруйнувався. Повністю заправлені паливні баки вибухнули, утворивши велику вогняну кулю, і уламки літака полетіли до найближчих будинків трейлерного парку. Дим на місці катастрофи було видно навіть із центру Чикаго.

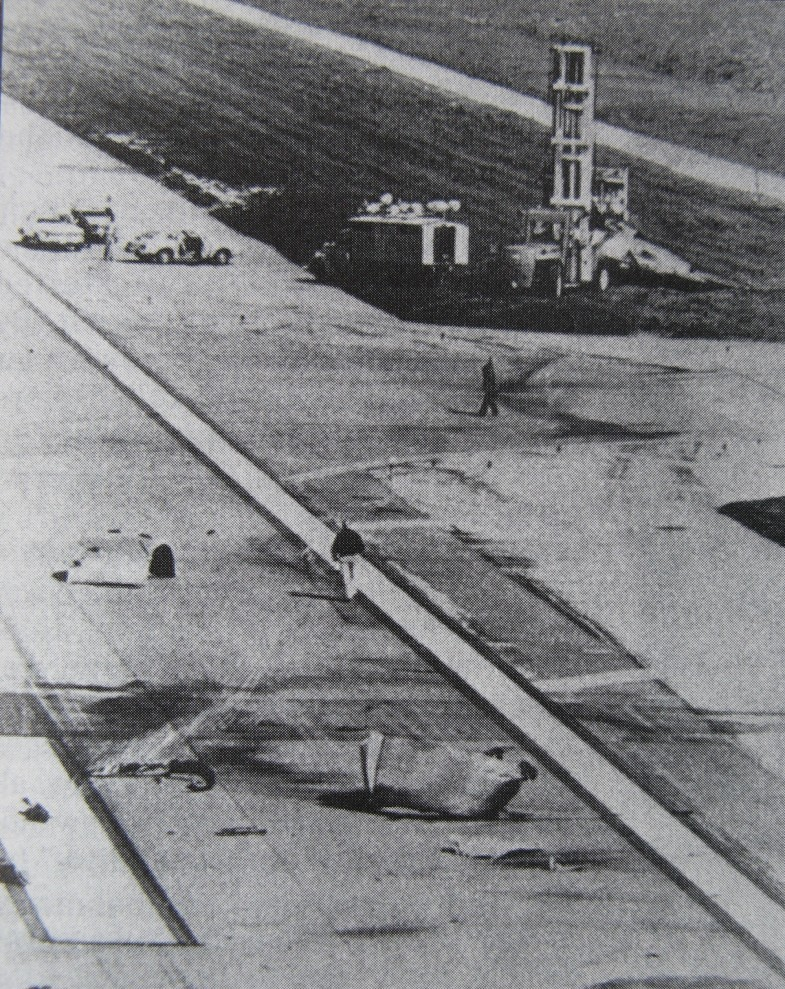
Уламки двигуна № 1 на ЗПС № 32R

У катастрофі загинули 273 особи — всі 271 людина на борту літака і 2 особи на землі. У трейлерному парку було зруйновано 5 будинків і ще кілька пошкоджено, ще 2 людини (на землі) отримали серйозні поранення. Це найсмертоносніша авіакатастрофа на північноамериканському континенті.

## Розслідування
Розслідування причин катастрофи рейсу AA 191 проводила національна рада з безпеки на транспорті Національна рада з безпеки на транспорті (NTSB). У ході розслідування NTSB анулював сертифікат льотної придатності всіх DC-10 з 6 червня по 13 липня 1979 року, в результаті 270 авіалайнерів DC-10 на цей час припинили польоти. Авіакомпанії зазнали величезних збитків.
Остаточний звіт розслідування NTSB було опубліковано  21 грудня 1979 року.
Відповідно до звіту, причиною відриву двигуна № 1 стала неякісна процедура регулярного технічного обслуговування, проведена в аеропорту Талса (Талса, Оклахома). Механік, як виявилося, не дотримувався інструкції з демонтажу та монтажу двигуна № 1 та його кріплення, що згодом викликало його вихід із ладу. Двигун № 1 піднімали і кріпили на підйомнику, і від ударних навантажень при монтажі в кріпленні стали з'являтися мікротріщини, які призвели до розриву з'єднання.
47-річний начальник бригади технічного обслуговування авіакомпанії American Airlines в Талсі Ерл Р. Маршалл (англ. Earl R. Marshall), що керував останньою процедурою технічного обслуговування літака, що зазнав катастрофи, згодом покінчив життя самогубством за ніч до того, як він мав бути допитаний у суді адвокатами від компанії «McDonnell Douglas».

## Культурні аспекти
Катастрофа рейсу 191 American Airlines була показана в двох документальних серіалах від телеканалу National Geographic Channel — Секунди до катастрофи (серія «Чиказький рейс 191») і Розслідування авіакатастроф (сезон 12, серія Найстрашніша авіакатастрофа в США).
- Також вона показана в американському документальному телесеріалі від «MSNBC» Чому розбиваються літаки (англ. Why Planes Crash) в епізоді Точка розлому (англ. Breaking Point).
- Катастрофа рейсу 191 згадується в романі Майкла Крайтона «Крила[en]».